# Mah Nà Mah Nà
"Máh-Ná-Máh-Ná" eller "Mahna Mahna" ("Mahna-Mahna") var en hit 1968-1969 runt om i Europa. 
Låten skrevs av italienaren Piero Umiliani för filmen Sverige – Himmel eller helvete (originaltitel Svezia, Inferno e Paradiso). Sångaren i originalversionen är den italienska sångaren Alessandro Alessandroni. I låten nynnas bland annat en strof ur Hugo Alfvéns Midsommarvaka.
Låten fick stor popularitet och den ökade i och med att den under 1970-talet användes av Mupparna vid deras uppträdande i The Ed Sullivan Show samt i de egna programmen Sesam och The Muppet Show. Den har gjorts i flera andra versioner, bland andra av den välkände musikproducenten Giorgio Moroder 1968, Hot Butter, annars mest känd för instrumentallåten "Popcorn", 1973 och Lipstique, med en discoversion från Musikåret 1977 arrangerad av Moroder och Frank Farian. Låten finns med i TV-spelet Just Dance 2015.
Låten är även känd för att ofta ha framförts i The Benny Hill Show, främst då som bakgrundsmusik till komiska scener, såsom dörrspringarfarser.

### Webbkällor
- Sverige - himmel eller helvete Filmtipset

### Översättning
Den här artikeln är helt eller delvis baserad på material från engelska Wikipedia.
Den här artikeln är helt eller delvis baserad på material från tyska Wikipedia.